# Just Like This 2024
『Just Like This 2024』（ジャスト・ライク・ディス・ニセンニジュウヨン）は、SPYAIRの18作目の映像作品。2025年5月14日にSony Music Associated Recordsからリリースされた。

## 概要
前作『JUST LIKE THIS 2023』より1年3ヶ月ぶりのリリース。
昨年9月29日に東京・日比谷公園大音楽堂（日比谷野音）で開催した単独ライブ「Just Like This 2024」の模様を収録した映像作品。
結成からメジャーデビューまでストリートライブでキャリアを積んできたSPYAIRは、デビュー後初の単独野外ライブ「Just Like This 2011」を日比谷野音で開催。その4年後の2015年からは会場を山梨・富士急ハイランド・コニファーフォレストに移し、13年にわたり夏の恒例行事としてワンマンライブを行っていた。
昨年の野外ライブは原点の地である日比谷野音で行われ、ライブのテーマソング「FEEL SO GOOD」、ストリーミング再生数1億5000万回超えのヒット曲「オレンジ」、この日が初披露となった新曲「青」など全20曲が披露された。今回の作品には全曲のライブ映像とドキュメンタリー映像を収録。ライブ音源を収めたCDと40ページにわたるフォトブックも同梱される

## 収録内容
| #   | タイトル                                | 作詞 | 作曲・編曲 |
| --- | --------------------------------------- | ---- | ---------- |
| 1.  | 「FEEL SO GOOD」                        |      |            |
| 2.  | 「ジャパニケーション」                  |      |            |
| 3.  | 「イマジネーション」                    |      |            |
| 4.  | 「Rock'n'roll」                         |      |            |
| 5.  | 「WENDY 〜It's You〜」                  |      |            |
| 6.  | 「感情ディスコード」                    |      |            |
| 7.  | 「雨上がりに咲く花」                    |      |            |
| 8.  | 「BEAUTIFUL DAYS」                      |      |            |
| 9.  | 「Stay together」                       |      |            |
| 10. | 「OVER」                                |      |            |
| 11. | 「STRONG」                              |      |            |
| 12. | 「JUST ONE LIFE」                       |      |            |
| 13. | 「RE-BIRTH」                            |      |            |
| 14. | 「現状ディストラクション」              |      |            |
| 15. | 「RAGE OF DUST」                        |      |            |
| 16. | 「サムライハート (Some Like It Hot!!)」 |      |            |
| 17. | 「オレンジ」                            |      |            |
| 18. | 「JUST LIKE THIS」                      |      |            |
| 19. | 「青」                                  |      |            |
| 20. | 「SINGING」                             |      |            |

| #  | タイトル        | 作詞 | 作曲・編曲 |
| -- | --------------- | ---- | ---------- |
| 1. | 「DOCUMENTARY」 |      |            |